# 大山包黑颈鹤国家级自然保护区
大山包黑颈鹤国家级自然保护区位于中华人民共和国云南省昭通市昭阳区西北部大山包镇，是目前中华人民共和国已知密度最大的黑颈鹤栖息地之一及世界上已知的最大、最密集的黑颈鹤越冬栖息地之一。

## 历史沿革
1990年1月15日，由昭通市政府批准成立为市级自然保护区。1990年3月31日经云南省人民政府批准成立省级自然保护区，2003年1月24日经国务院批准晋升为国家级自然保护区，建立副处级管理局，并于2004年4月2日正式挂牌成立。

## 保护区情况
保护区边界线与大山包镇行政界线相一致，覆盖了大山包镇全境，面积19,200公顷；其中核心区面积8,686公顷，占保护区总面积的45.24%、缓冲区面积4,890公顷，占保护区总面积的25.47%、实验区面积5,624公顷，占保护区总面积的29.29%。保护区内海拔多在3,000－3,200m，其中最高海拔出现在课车梁子，为3,364米；而最低海拔出现在半坡村，为2,210米。保护区属暖温性高原季风气候，冬寒夏凉，年平均气温为6.2℃，其中7月平均气温12℃，一月平均气温－1℃。保护区内日照长，年平均日照时数2200－2300小时，年平均降水量1165mm；年均积雪日数34.6天，而年均无霜日数134天。
境内有天然湖泊大海子、中海子和小海子，并建有跳墩河水库。
据调查，保护区内有动物有10目28科68种，其中的黑颈鹤是国家Ⅰ级保护动物。在大山包保护区越冬大山包是目前中国国家一级保护动物黑颈鹤越冬海拔最高的亚高山湿地生态系统，国家级重要湿地，也是黑颈鹤国家级自然保护区，被称为中国黑颈鹤之乡的昭通市昭阳区，就因此得名。
每年全世界仅有的7,000只左右黑颈鹤，有上千只（2005年为1,131只）在此过冬，每年越冬时间为176－202天。